# Не один вдома
«Не один вдома» робоча назва «Чудеса бувають» — український повнометражний документальний фільм Олени Фетісової.

## Про фільм
Фільм «Не один вдома» розповідає про українську жінку Наталію, яка, здобувши дві вищі університетські освіти, знайшла своє покликання та шлях самореалізації у любові до тяжко хворих дітей різних національностей, від яких відмовилися кровні матері. У фільмі використана музика етно-групи «ДахаБраха» та картини української художниці Євгенії Гапчинської.

## Нагороди та номінації
- Фільм отримав приз «Срібний витязь» МКФ «Золотий витязь», Росія, 2009;
- Приз глядацьких симпатій XX Відкритого фестивалю документального кіно «Росія», 2009;
- Спеціальний диплом 39-го Київського МКФ «Молодість», 2009.
- Фільм показаний в програмі МКФ Monterrey, Мексика, 2009 та МКФ «Золотий абрикос», Вірменія, 2009, а також в спеціальній кінопрограмі «[НЕ]ТЕРПИМІСТЬ» Гете-Інститутів Східної Європи та Центральної Азії, 2010.